# El collar
El collar (o también conocido como El collar de diamantes) es un cuento escrito por Guy de Maupassant. Fue publicado por primera vez en 1884 en el periódico francés Le Gaulois.
En este cuento, Maupassant, al igual que la mayor parte de su producción literaria, hace una crítica a la burguesía y a sus excesos. Otro de los temas del cuento es hasta qué punto puede llevar al ser humano la ambición.

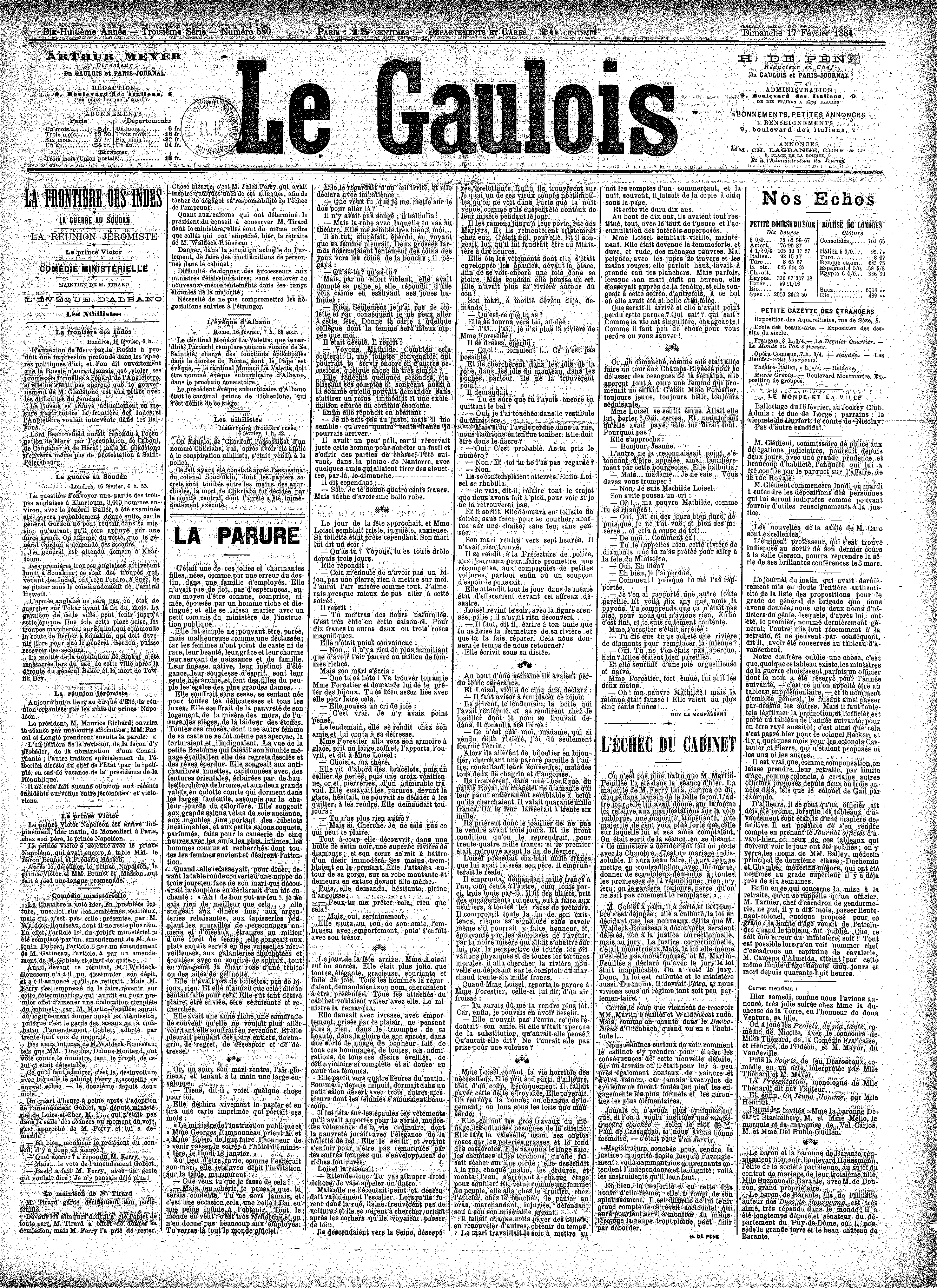
Publicación de El collar en el diario Le Gaulois, el 17 de febrero de 1884.

## Argumento
Matilde de Louisel sueña con ser una dama de la alta sociedad francesa, quiere vivir en una casa con toda clase de lujos, lucir los mejores vestidos y ser admirada por la alta nobleza del país, pero su realidad es otra muy diferente, vive en un pueblo pequeño de la Bretaña francesa lejos de la lujosa París y  su marido, el señor Loisel, es un simple funcionario del Ministerio de Instrucción Pública.
Un día su marido llega con una invitación para una fiesta en el Ministerio. Matilde quiere ser la dama mejor vestida y hermosa de la celebración, por ello el señor Loisel, accede y le compra un  vestido para la ocasión e incluso acaba pidiendo una joya a una amiga suya, que le presta un collar, éste que inicialmente les proporcionará una gran felicidad, se convertirá en un quebradero de cabeza para el matrimonio bretón.

## Personajes
- Mathilde Loisel: Es la protagonista del relato. Ambiciosa, sueña con una vida que no tiene nada que ver con su realidad.

- Señor de Loisel: Es el marido de Matilde, con tal de hacer feliz a su esposa renuncia a sus ahorros que tenía y lo emplea para dar a su esposa un vestido con el que reluzca en la fiesta.

- Juana: Es la amiga de Matilde. Representa la pasividad y el conformismo de la burguesía que tanto criticaba Maupassant en sus obras.

- Invitados de la Fiesta: Asisten a la fiesta del Ministerio

- Madame Forestier: Es la amiga rica de Mathilde, ella le presta el collar, con el cual Mathilde se va a la fiesta de Ministerio.